# بيت المعبوش (قفل شمر)

تعديل مصدري - تعديل

بيت المعبوش هي إحدى قرى عزلة شمرين بمديرية قفل شمر التابعة لمحافظة حجة، بلغ تعداد سكانها 548 نسمة حسب تعداد اليمن لعام 2004.